# Такаги, Рэйко
Рэйко Такаги (яп. 高木 礼子 Такаги Рэйко, род. 26 ноября 1973 года, Осака, Япония) — японская сэйю.

## Биография
Рэйко Такаги родилась 26 ноября 1973 года в Осаке, Япония. Имеется сестра-близнец. В детстве училась игре на фортепиано, а также серьёзно увлекалась кэндо. Говорит на кансайском диалекте. Известна своей работой по озвучанию ролей в аниме-сериалах.
Основное амплуа — озвучивание женских персонажей, но также иногда исполняет детские роли или озвучивает нескольких героев сразу. Примечательна своим небольшим ростом, составляющим около 145 см. Представляет организацию Sigma Seven. Наиболее известна благодаря ролям Каоллы в сериале «С любовью, Хина», Тадасэ Хотори («Характеры-хранители»), Маки (Minami-ke), Нобунаги Асакуры (Nogizaka Haruka no Himitsu).

## Озвученные роли
Главные роли выделены жирным.

### Аниме-сериалы
1995
- El Hazard: The Wanderers

1996
- Brave Command Dagwon — ребёнок (в 41 серии)

1997
- Bamboo Bears — Карасу
- Slayers Try — Палу
- Fortune Quest L — ребёнок (в 24 серии)

1998
- El Hazard: The Alternative World — девушка (в 15 серии)
- Lost Universe — Кэйн Блюривер в детстве
- Shadow Skill — Eigi — мальчик (в 19 серии), Лунарис Анбра
- His and Her Circumstances — мальчик
- Orphen — ученик
- Yoshimoto Muchikko Monogatari — Мутикко B (в 26 серии)

2000
- Love Hina — Каолла Су
- InuYasha — Мидзуки (в 130 серии)

2001
- Dennou Boukenki Webdiver — Синно Томоюки, Юки Кайто
- Parappa the Rapper — ребёнок (в 25 серии)
- Super Gals! Kotobuki Ran — Харуэ Кудо
- Hikaru no Go — Ёситака Вая, Ле Пинг

2002
- Mirmo Zibang! — Панта (Charming Edition characters)
- Witch Hunter Robin — Мамору Кудо (в 7 серии)
- Transformers: Armada — Амфитрайт (в 11 серии)

2003
- Crush Gear Nitro — Макото Маха
- E’s Otherwise — Цубаки, Кай в молодости
- Ultra Maniac — Рио
- Divergence Eve — Люксандора Фрейр
- D.C.: Da Capo — Дзюнъити Асакура в детстве
- R.O.D the TV — Акира Окабара
- Yami to Boushi to Hon no Tabibito — Кэн-тян

2004
- Hikaru No Go: New Year Special — Ёситака Вая
- Misaki Chronicles — Люксандора Фрейр
- B-Legend! Battle B-Daman — Ямато Дайва
- Midori Days — Такако Аясэ
- The Marshmallow Times — Клауд
- Elfen Lied — Томохиро (в 8 и 9 серии)
- Bleach — Касумиодзи Рукитиё, Саругаки Хиёри, Тоёкава Сёта (с 128 по 131 серию)

2005
- Battle B-Daman: Fire Spirits! — Ямато Дайва
- La Corda d’Oro ~Primo Passo~ — Кахоко Хино
- Bludgeoning Angel Dokuro-Chan — Сакура Кусакабэ, Минами
- Patalliro Saiyuki! — Гэндзё Сандзё Хоси/Мараих
- D.C.S.S.: Da Capo Second Season — Дзюнъити Асакура в детстве

2006
- Wan Wan Celeb Soreyuke! Tetsunoshin — Тэцуносин
- Shinigami no Ballad: Momo the Girl God of Death — Сайки (в 1, 3 и 5 серии)
- Black Blood Brothers — Сэй
- Kujibiki Unbalance — Риса Хумви
- Pénélope tête en l'air — Миро

2007
- GeGeGe no Kitarou — Коити (в 52 серии), Такуя (в 16 серии)
- Hayate the Combat Butler — Дворецкий B-Da (в 30 серии)
- Touka Gettan — Кэн-тян (в 14 серии)
- Emma: A Victorian Romance Second Act (2007) — Томас
- Mushi-Uta — Токо Горомару
- Shugo Chara! — Тадасэ Хотори
- Minami-ke — Маки
- Genshiken 2 — Ябусаки

2008
- Minami-ke: Okawari — Маки
- Nogizaka Haruka no Himitsu — Нобунага Асакура
- Battle Spirits: Shōnen Toppa Version — Масару, Принцесса (в 7 серии), Такэру
- Shugo Chara!! Doki — Тадасэ Хотори

2009
- Minami-ke: Okaeri — Маки
- La Corda d’Oro ~Secondo Passo~ — Кахоко Хино
- Sora no Manimani — Масаси Эдогава

2010
- Lilpri — Сэй
- Battle Spirits: Heroes — Кота Тацуми

### OVA
- Shadow Skill (1995) — Лунарис Анбра
- Love Hina X’mas Special — Silent Eve (2000) — Каолла Су, спела закрывающую тему
- Love Hina Spring Special — I wish Your Dream (2001) — Каолла Су
- Psychic Academy (2002) — Фафа, Рэн
- Love Hina Again (2002) — Каолла Су
- Boku wa Imouto ni Koi o Suru: Secret Sweethearts — Kono Koi wa Himitsu (2005) — Ику Юки в детстве
- Bokusatsu Tenshi Dokuro-chan Second (2007) — Сакура Кусакабэ, Минами-сан

### Theater animation
- Mobile Suit Gundam — The Movie Trilogy (1981) — Милли (Special Edition)
- Gundress (1999) — Сильвия Какихана

### Игры
- Soulcalibur II — Кассандра Александра
- Soulcalibur III — Кассандра Александра
- Soulcalibur III: Arcade Edition — Кассандра Александра
- Soulcalibur IV — Кассандра Александра
- Soulcalibur: Broken Destiny — Кассандра Александра
- Bokusatsu Tenshi Dokuro-chan — Сакура Кусакабэ
- Серия Hikaru no Go — Ёситака Вая
- Shugo Chara! Mittsu no Tamago to Koi Suru Jyoka — Тадасэ Хотори
- Rockman Rockman — Кат Мэн
- Love Hina — Каолла Су
- Evetfa — Мика Андо, Мики Андо
- Warship Commander — Наги

### Drama CD
- Asobi ni Iku yo! 3 — Тяйка
- La Corda D’Oro ~primo passo~ Character Classic series — Кахоко Хино
- Nogisaka Haruka no Himitsu — Почтмейстер Асакура
- Hakobu ne Hakusho — Нэко Фукуда
- Shugo Chara! — Тадасэ Хотори

### Радио
- Nogisaka Haruka no Himitsu — Почтмейстер Асакура

### Токусацу
- Tomica Hero: Rescue Fire — Q-suke (голос)

### Дубляж
- Каспер — Каспер
- Как есть жареных червяков — Джоэ Гайре
- Пик Данте — Грэхэм Вандо